# Kranskaktussläktet
Kranskaktussläktet (Rebutia) är ett suckulent växtsläkte inom familjen kaktusar. 

## Beskrivning
Kranskaktusar är i regel klotformade, växer ensamma från början, men hos äldre plantor växer det ett antal sidoskott. Kloten är försedda med åsar, i vissa fall med mycket djupa fåror mellan åsarna. De flesta arterna har en kraftig pålrot av knölig karaktär, men med en mycket smal rothals. Areolerna är cirkelformade eller ovala och avståndet mellan dem varierar mycket. Alla arter har relativt styva taggar och dessa är uppdelade på 8 till 18 radiärtaggar, och upp till åtta centraltaggar som står rakt ut från växtkroppen. Taggarnas längd blir från 1,3 till 3,8 centimeter, och centraltaggarna är alltid något längre än radiärerna. Blommorna sitter i en ring uppe i toppen, har en kort pip nedanför den tratt som bildas av petalerna. Blommorna blir cirka 3,8 centimeter i diameter, är oftast gula eller blekt orange i olika nyanser.

## Förekomst
Kranskaktusarna härstammar främst från Andernas torra sluttningar i Sydamerika, framför allt från Bolivia, norra Argentina och just över gränsen i Chile.

## Odling
Detta långsamt växande släkte är lätta att föröka med frö. Det trivs bäst i lätt skugga och krukorna bör vara djupa med en jord bestående av lika delar sand och humus. Normal bevattning från vår till höst, och hålls det helt torra så klarar de en minimumtemperatur på 5 °C under vinterhalvåret. Om luftfuktigheten är hög så bör de placeras i en miljö med högre omgivningstemperatur.

## Synonymer
Följande släkten har förts över till släktet Rebutia:
| - Aylostera Speg. 1923 - Bridgesia Backeb. - Cylindrorebutia Fric & Kreuz. - Digitorebutia Fric & Kreuz. 1940 - Echinorebutia Fric - Eurebutia Fric - Gymnantha Y.Itô - Mediolobivia Backeb. 1934 | - Mediorebutia Fric - Neogymnantha Y.Itô - Reicheocactus Backeb. - Setirebutia Fric & Kreuz. - Spegazzinia Backeb. 1933 - Sulcorebutia Backeb. 1951 - Weingartia Werderm. 1937 |

## Galerie

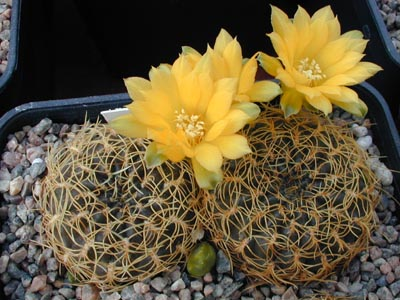
Rebutia arenacea
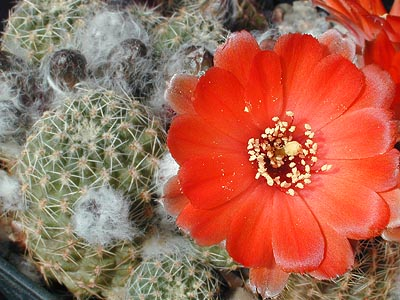
Rebutia aureiflora
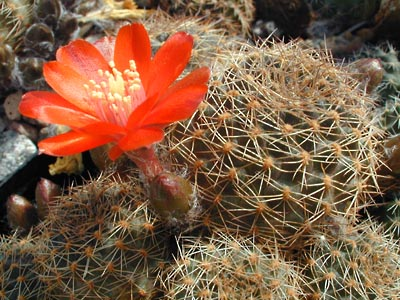
Rebutia brunescens
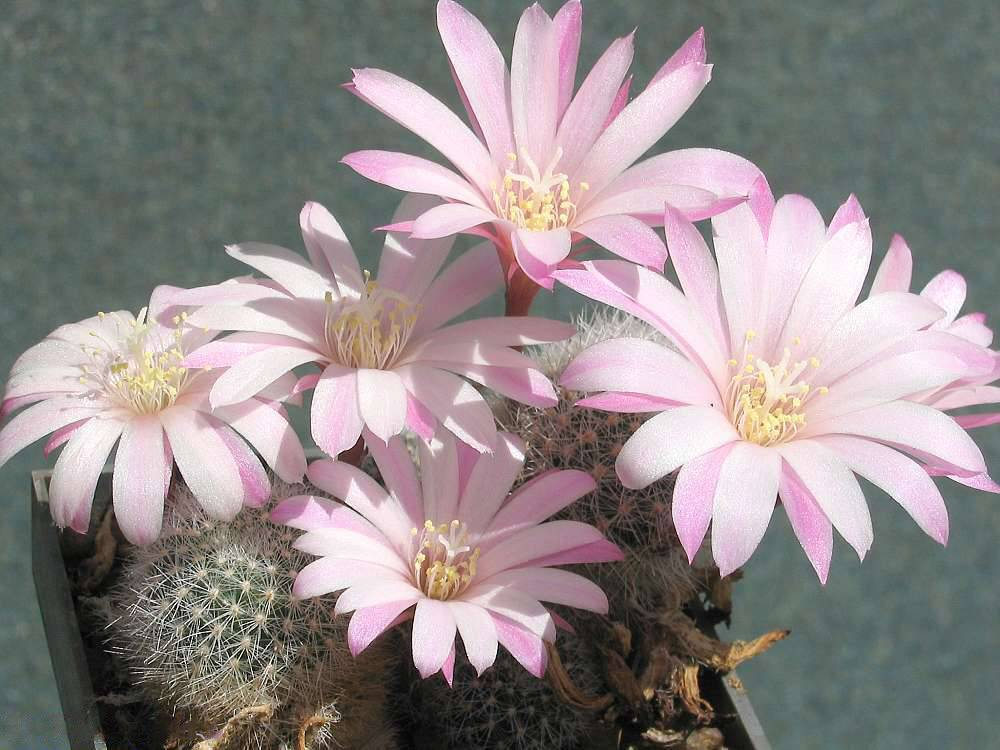
Rebutia fiebrigii
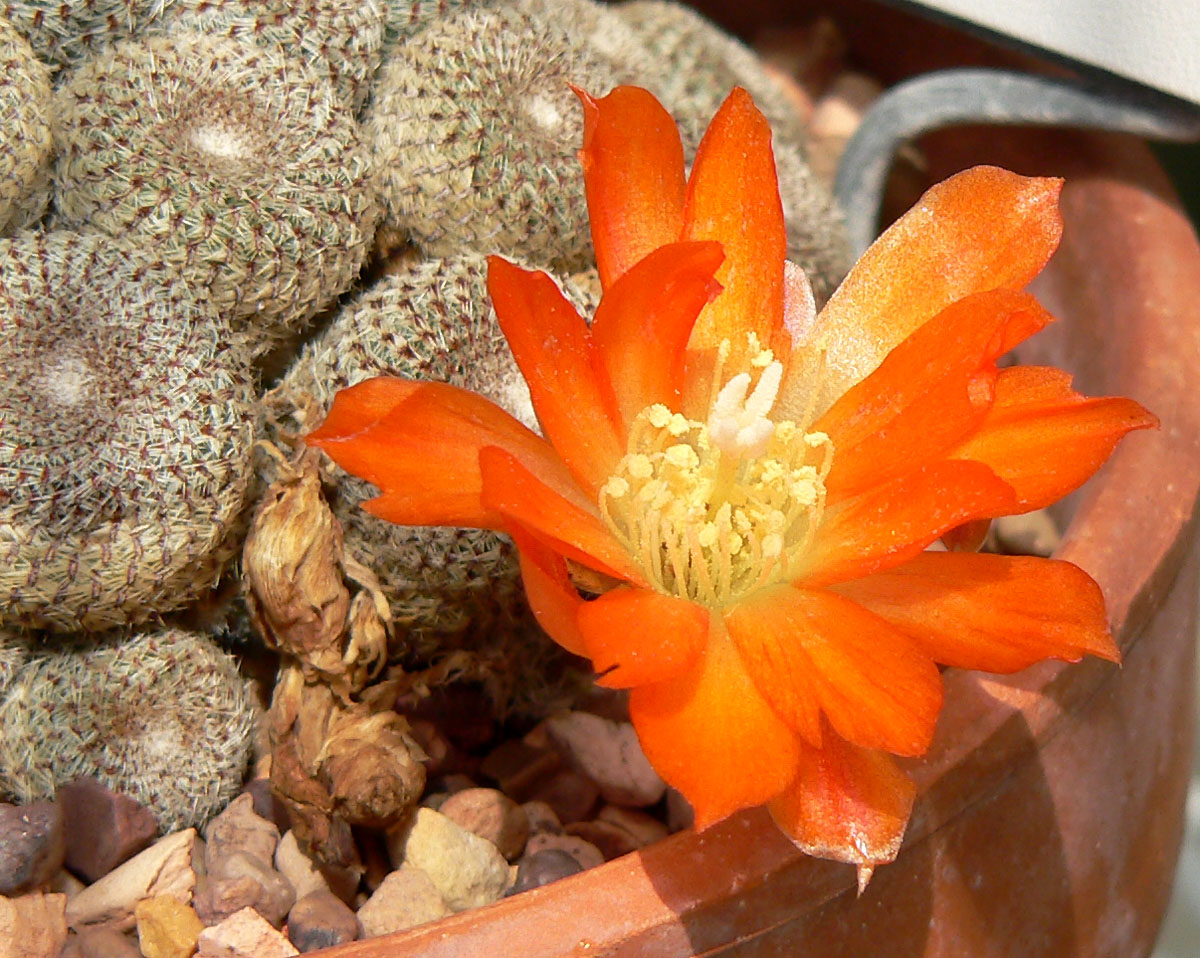
Rebutia heliosa
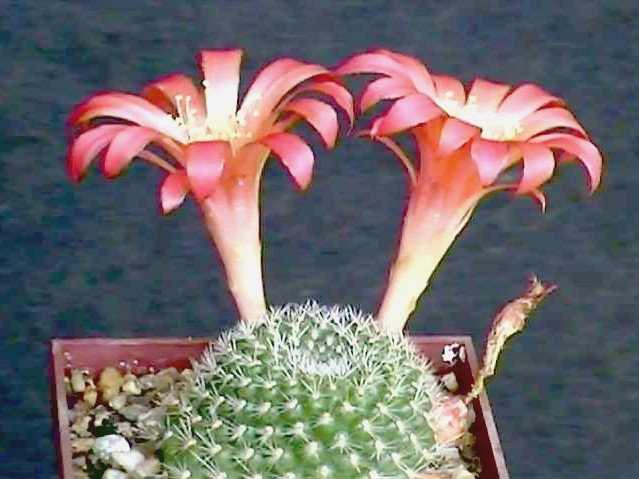
Rebutia minuscula
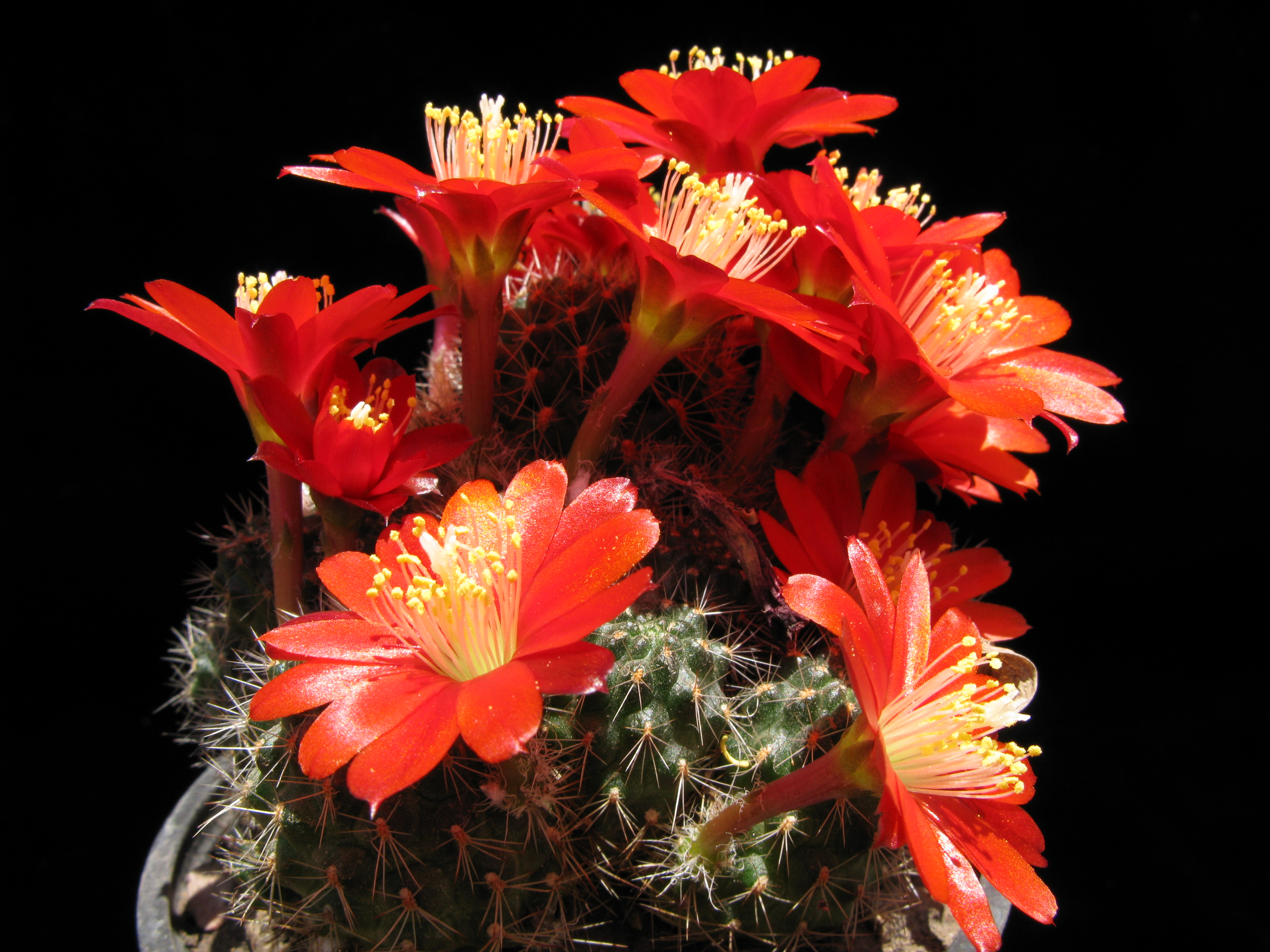
Rebutia nigricans
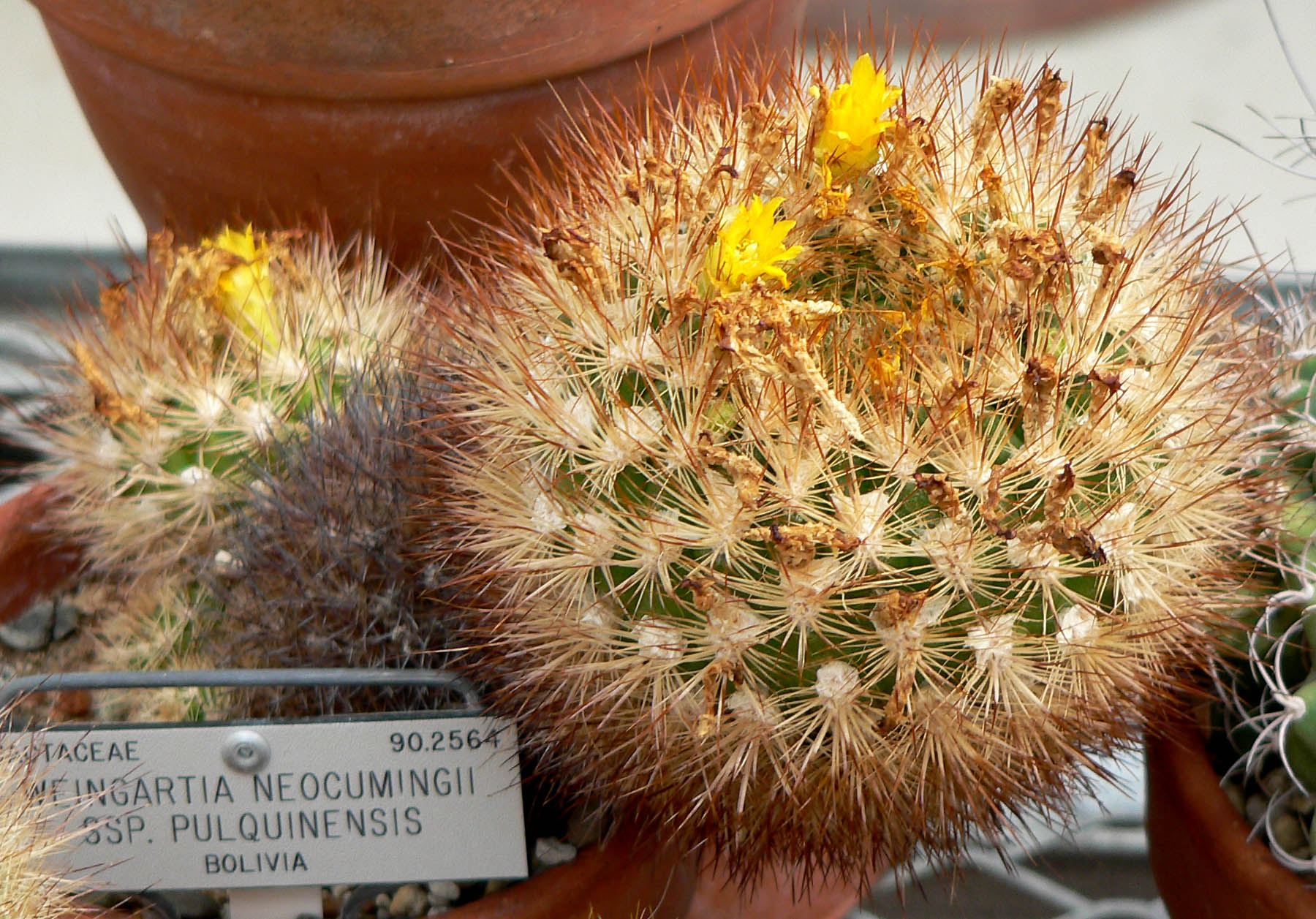
Rebutia neocumingii
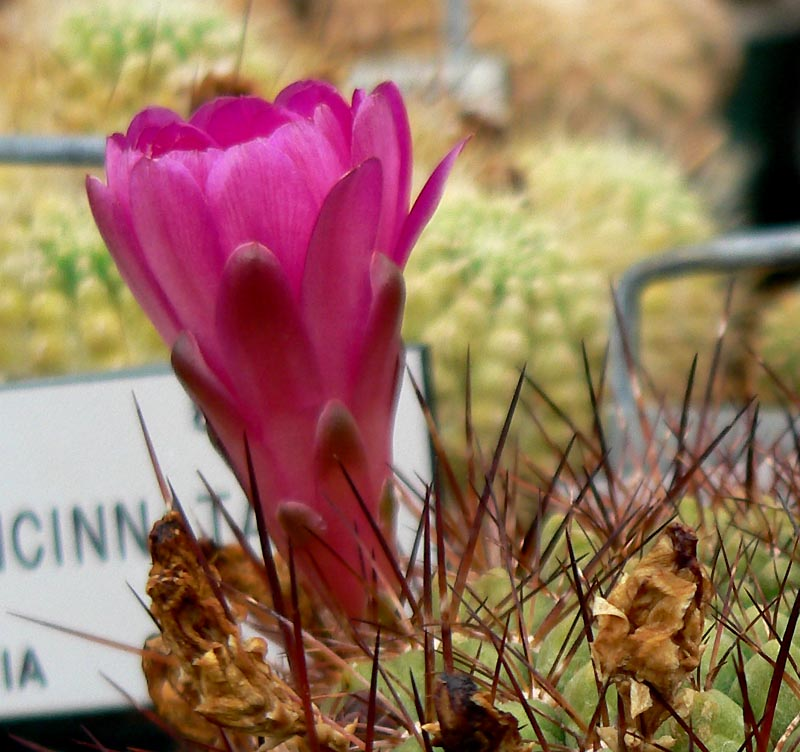
Rebutia steinbachii
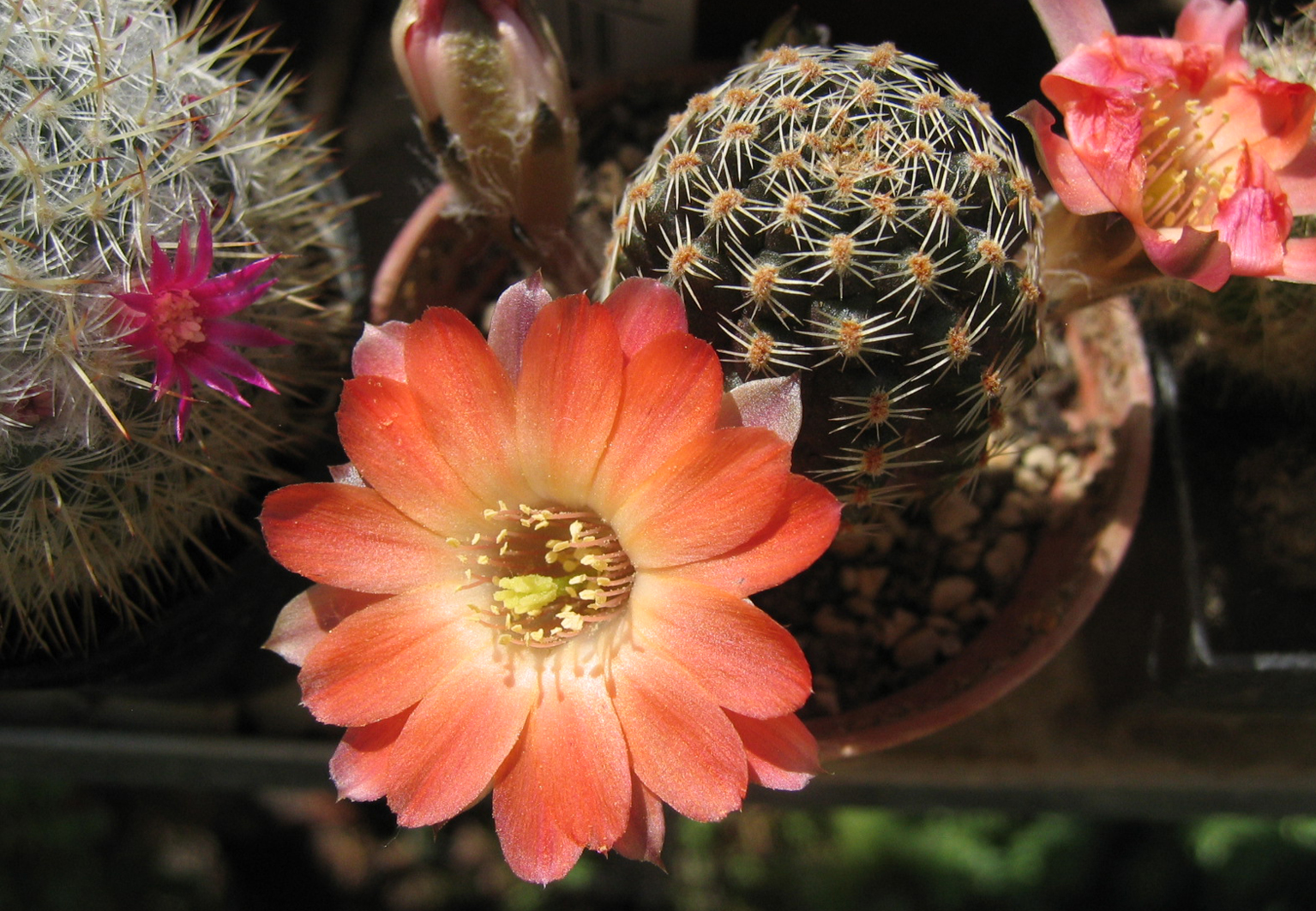
Rebutia steinmannii
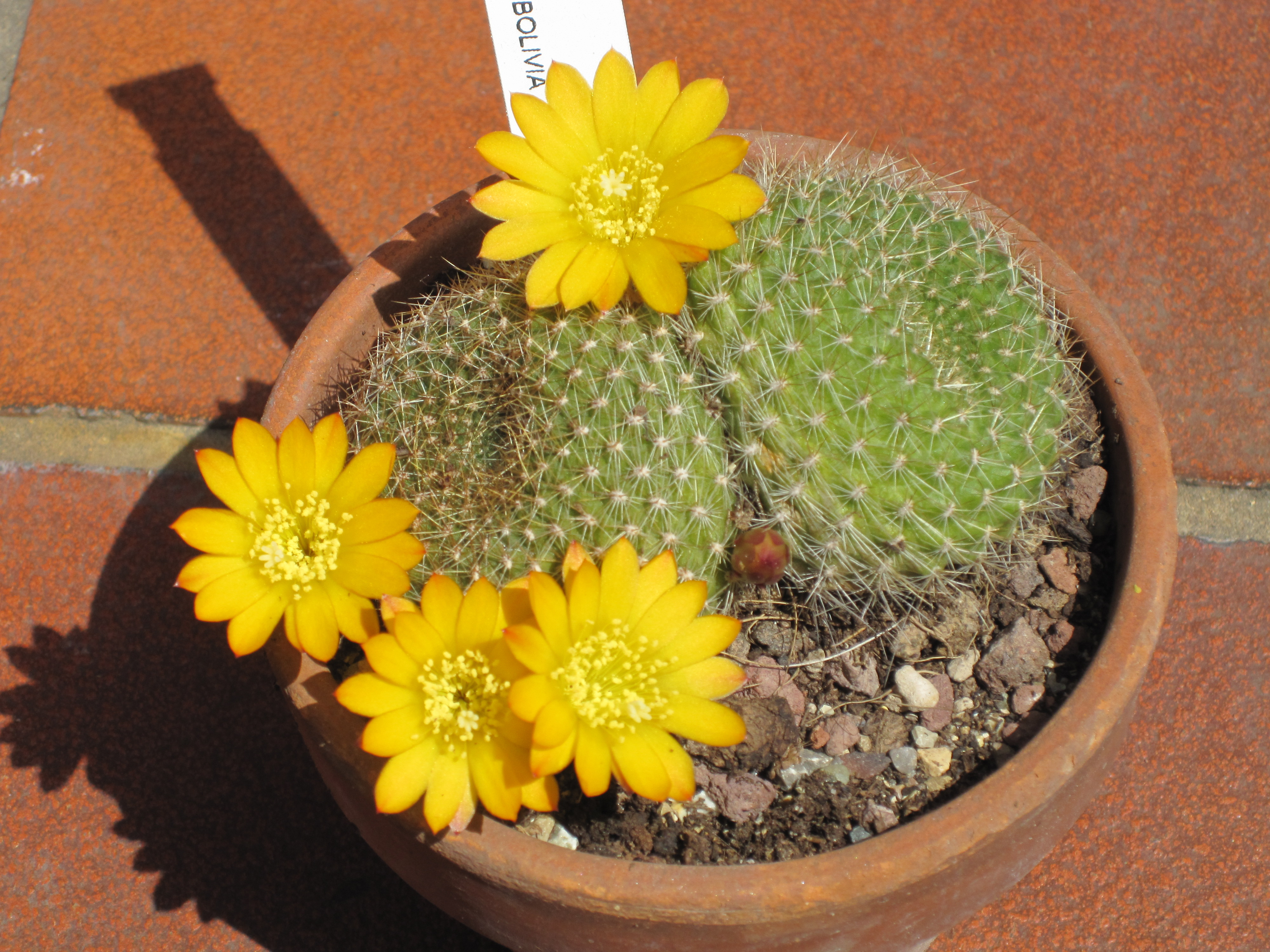
Rebutia marsoneri
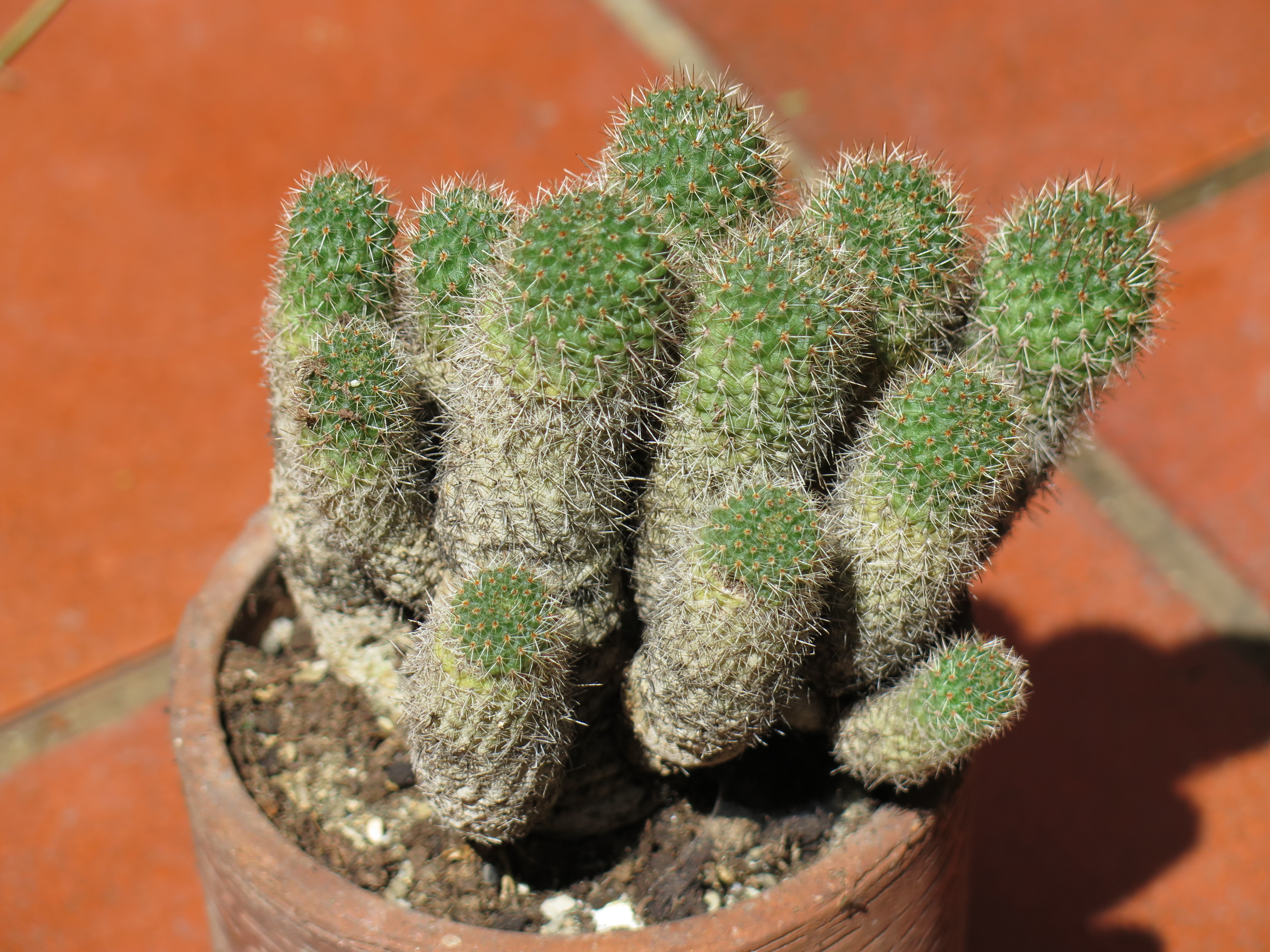
Rebutia heliosa var. cajasensis